# Победници европских првенстава у атлетици на отвореном — бацање диска
Освајачи медаља на европским првенствима у атлетици на отвореном у дисциплини бацања диска у мушкој конкуренцији, која је на програму од првог Европског првенства у Торину 1934., приказани су у следећој табели са постигнутим резултатима, рекордима и билансом освојених медаља по земљама и појединачно у овој дисциплини. Резултати су приказни у метрима.
Најуспешнији појединац после 26 Европских првенстава је Адолфо Консолини из Италије са 3 освојене златне медаље. Код земаља најспешнја је Источна Немачка са укупно 10 медаља од којих је 4 златних, 2 сребрне и 4 бронзане.
Рекорд европских првенстава држи Миколас Алекна из Литваније са даљином од 69,78 метара коју је постигао у финалу бацања диска на Европском првенству у Минхену 2022.

## Освајачи медаља на европским првенствима
| Европско првенство      |                                  | Резултат  |                                | Резултат |                                       | Резултат |
| Торино 1934. детаљи     | Харалд Андерсон · Шведска        | 50,38 РЕП | Паул Винтер · Француска        | 47,09    | Иштван Доноган · Мађарска             | 45,91    |
| Париз 1938. детаљи      | Вили Шредер · Немачка            | 49,70     | Ђорђо Обервегер · Италија      | 49,48    | Гунар Берг · Шведска                  | 48,72    |
| Осло 1946 детаљи        | Адолфо Консолини · Италија       | 53,23     | Ђузепе Този · Италија          | 50,39    | Веико Најквист · Финска               | 48,14    |
| Брисел 1950 детаљи      | Адолфо Консолини · Италија       | 53,75 РЕП | Ђузепе Този · Италија          | 52,31    | Оли Партанен · Финска                 | 48,69    |
| Берн 1954, детаљи       | Адолфо Консолини · Италија       | 53,44     | Ђузепе Този · Италија          | 52,34    | Јозеф Сечењи · Мађарска               | 51,58    |
| Стокхолм 1958, детаљи   | Едмунд Пјатковски · Пољска       | 53,92 РЕП | Тодор Артарски · Бугарска      | 53,82    | Владимир Трусењев · СССР              | 53,74    |
| Београд 1962. детаљи    | Владимир Трусењев · СССР         | 57,11 РЕП | Сес Кох · Холандија            | 55,96    | Лотар Милде · Источна Немачка         | 55,47    |
| Будимпешта 1966. детаљи | Детлеф Торит · Источна Немачка   | 57,42     | Хартмут Лош · Источна Немачка  | 57,34    | Лотар Милде · Источна Немачка         | 56,80    |
| Атина 1969. детаљи      | Хартмут Лош · Источна Немачка    | 61,82 РЕП | Рики Брух · Шведска            | 61,08    | Лотар Милде · Источна Немачка         | 59,34    |
| Хелсинки 1971. детаљи   | Лудвиг Дањек · Чехословачка      | 63,90 РЕП | Лотар Милде · Источна Немачка  | 61,62    | Геза Фејер · Мађарска                 | 61,54    |
| Рим 1974. детаљи        | Пенти Кахма · Финска             | 63,62     | Лудвиг Дањек · Чехословачка    | 62,76    | Рики Брух · Шведска                   | 62,00    |
| Праг 1978. детаљи       | Волфганг Шмит · Источна Немачка  | 66,82     | Марку Туоко · Финска           | 64,90    | Имрих Бугар · Чехословачка            | 64,66    |
| Атина 1982. детаљи      | Имрих Бугар · Чехословачка       | 66,64     | Ихор Духинец · СССР            | 65,60    | Волфганг Варнеминде · Источна Немачка | 64,20    |
| Штутгарт 1986. детаљи   | Ромас Убартас · СССР             | 67,08     | Георгиј Колноченко · СССР      | 67,02    | Вацловас Кидикас · СССР               | 66,32    |
| Сплит 1990. детаљи      | Јирген Шулт · Источна Немачка    | 64,58     | Ерик де Бруин · Холандија      | 64,46    | Волфганг Шмит · Западна Немачка       | 64,10    |
| Хелвинки 1994. детаљи   | Владимир Дубровшчик · Белорусија | 64,78     | Дмитриј Шевченко · Русија      | 64,56    | Јирген Шулт · Немачка                 | 64,18    |
| Будимпршта 1998. детаљи | Ларс Ридл · Немачка              | 67,07     | Јирген Шулт · Немачка          | 66,69    | Виргилијус Алекна · Литванија         | 66,46    |
| Минхен 2002. детаљи     | Роберт Фазекаш · Мађарска        | 68,83 РЕП | Виргилијус Алекна · Литванија  | 66,62    | Михаел Меленбек · Немачка             | 66,37    |
| Гетеборг 2006. детаљи   | Виргилијус Алекна · Литванија    | 68,67     | Герд Кантер · Естонија         | 68,03    | Александер Тамерт · Естонија          | 66,14    |
| Барселона 2010. детаљи  | Пјотр Малаховски · Пољска        | 68,87 РЕП | Роберт Хартинг · Немачка       | 68,47    | Роберт Фазекаш · Мађарска             | 66,43    |
| Хелсинки 2012. детаљи   | Роберт Хартинг · Немачка         | 68,30     | Герд Кантер · Естонија         | 66,53    | Рутгер Смит · Холандија               | 64,02    |
| Цирих 2014. детаљи      | Роберт Хартинг · Немачка         | 66,07     | Герд Кантер · Естонија         | 64,75    | Роберт Урбанек · Пољска               | 63,81    |
| Амстердам 2016. детаљи  | Пјотр Малаховски · Пољска        | 67,06     | Филип Миланов · Белгија        | 65,71    | Герд Кантер · Естонија                | 65,27    |
| Берлин 2018. детаљи     | Андријуш Гуџиус · Литванија      | 68,46     | Данијел Стол · Шведска         | 68,23    | Лукас Вајсхајдингер · Аустрија        | 65,14    |
| Минхен 2022 детаљи      | Миколас Алекна · Литванија       | 69,78 РЕП | Кристијан Чех · Словенија      | 68,28    | Лоренс Окоје · Уједињено Краљевство   | 67,14    |
| Рим 2024 детаљи         | Кристијан Чех · Словенија        | 68,08     | Лукас Вајсхајдингер · Аустрија | 67,70    | Миколас Алекна · Литванија            | 67,48    |
| Бирмингем 2026          |                                  |           |                                |          |                                       |          |

| #   | Држава               |    |    |    |    |
| --- | -------------------- | -- | -- | -- | -- |
| 1.  | Источна Немачка      | 4  | 2  | 4  | 10 |
| 2.  | Немачка              | 4  | 2  | 2  | 8  |
| 3.  | Италија              | 3  | 4  | 0  | 7  |
| 4.  | Литванија            | 3  | 1  | 2  | 6  |
| 5.  | Пољска               | 3  | 0  | 1  | 4  |
| 6.  | СССР                 | 2  | 2  | 2  | 6  |
| 7.  | Чехословачка         | 2  | 1  | 1  | 4  |
| 8.  | Шведска              | 1  | 2  | 2  | 5  |
| 9.  | Финска               | 1  | 1  | 2  | 4  |
| 10. | Словенија            | 1  | 1  | 0  | 2  |
| 11. | Мађарска             | 1  | 0  | 4  | 5  |
| 12. | Белорусија           | 1  | 0  | 0  | 1  |
| 13. | Естонија             | 0  | 3  | 2  | 5  |
| 14. | Холандија            | 0  | 2  | 1  | 3  |
| 15. | Аустрија             | 0  | 1  | 1  | 2  |
| 16. | Француска            | 0  | 1  | 0  | 1  |
| 16. | Бугарска             | 0  | 1  | 0  | 1  |
| 16. | Русија               | 0  | 1  | 0  | 1  |
| 16. | Белгија              | 0  | 1  | 0  | 1  |
| 20. | Западна Немачка      | 0  | 0  | 1  | 1  |
| 20. | Уједињено Краљевство | 0  | 0  | 1  | 1  |
|     | Укупно (21)          | 26 | 26 | 26 | 78 |

|     | Атлетичар           | Земља                               |   |   |   |   |
| --- | ------------------- | ----------------------------------- | - | - | - | - |
| 1.  | Адолфо Консолини    | Италија                             | 3 | 0 | 0 | 3 |
| 2.  | Роберт Хартинг      | Немачка                             | 2 | 1 | 0 | 3 |
| 3.  | Пјотр Малаховски    | Пољска                              | 2 | 0 | 0 | 2 |
| 4.  | Јирген Шулт         | Источна Немачка и · Немачка         | 1 | 1 | 1 | 3 |
| 4.  | Виргилијус Алекна   | Литванија                           | 1 | 1 | 1 | 3 |
| 6.  | Хартмут Лош         | Источна Немачка                     | 1 | 1 | 0 | 2 |
| 6.  | Лудвиг Дањек        | Чехословачка                        | 1 | 1 | 0 | 2 |
| 6.  | Кристијан Чех       | Словенија                           | 1 | 1 | 0 | 2 |
| 9.  | Владимир Трусењев   | СССР                                | 1 | 0 | 1 | 2 |
| 9.  | Имрих Бугар         | Чехословачка                        | 1 | 0 | 1 | 2 |
| 9.  | Волфганг Шмит       | Источна Немачка и · Западна Немачка | 1 | 0 | 1 | 2 |
| 9.  | Роберт Фазекаш      | Мађарска                            | 1 | 0 | 1 | 2 |
| 9.  | Миколас Алекна      | Литванија                           | 1 | 0 | 1 | 2 |
| 14. | Герд Кантер         | Естонија                            | 0 | 3 | 1 | 4 |
| 15. | Ђузепе Този         | Италија                             | 0 | 3 | 0 | 3 |
| 16. | Лотар Милде         | Источна Немачка                     | 0 | 1 | 2 | 3 |
| 17. | Рики Брух           | Шведска                             | 0 | 1 | 1 | 2 |
| 17. | Лукас Вајсхајдингер | Аустрија                            | 0 | 1 | 1 | 2 |